# Shawnee Smith
Shawnee Smith (Orangeburg, 3 de julho de 1969) é uma atriz e cantora estadunidense. É mais conhecida por interpretar Amanda Young na franquia Saw.

## Carreira

### Década de 2000

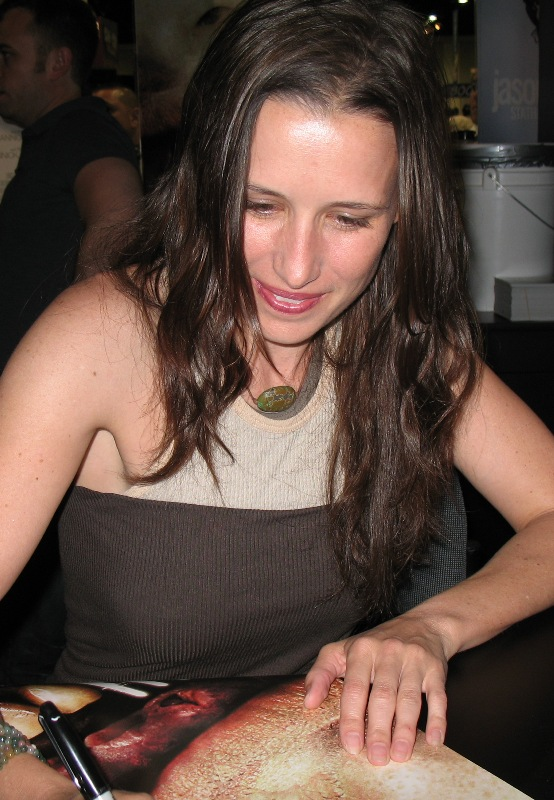
Smith promovendo Saw III na Comic-Con de San Diego de 2006

Em 2003, emprestou sua voz para um episódio do desenho animado da Disney Kim Possible como Vivian Porter. Também em 2003, ela foi escalada para o filme de terror de baixo orçamento de James Wan, Jogos Mortais, como Amanda Young. Um pequeno papel, ao lado de Tobin Bell, ela filmou sua cena em um dia enquanto estava com gripe. Embora inicialmente tenha sido planejado um lançamento direto em vídeo, as exibições de teste em março de 2004 tiveram resultados positivos, levando a Lionsgate a lançá-lo nos cinemas em outubro. Tornou-se um sucesso de bilheteria, arrecadando 103 milhões de dólares em todo o mundo. Ela repetiria seu papel em Saw II (2005), Saw III (2006), Saw VI (2009) e Saw X (2023). A franquia Saw se tornou uma das de maior bilheteria de todos os tempos do gênero terror, arrecadando mais de 1 bilhão de dólares mundialmente, até 2021.
Smith começou a trabalhar em um álbum solo em 2004 com o produtor Chris Goss, mas o projeto nunca foi concluído. Em uma entrevista à Radio Free em outubro de 2005, ela declarou: "entre ser mãe, trabalhar e criar outro bebê, não tive tempo para dar atenção à música por um tempo". Smith contribuiu para a trilha sonora de Saw III em 2006 com vocais em "Killer Inside", de Hydrovibe, e para a trilha sonora de Catacombs como vocalista solo com a canção "Please Myself".

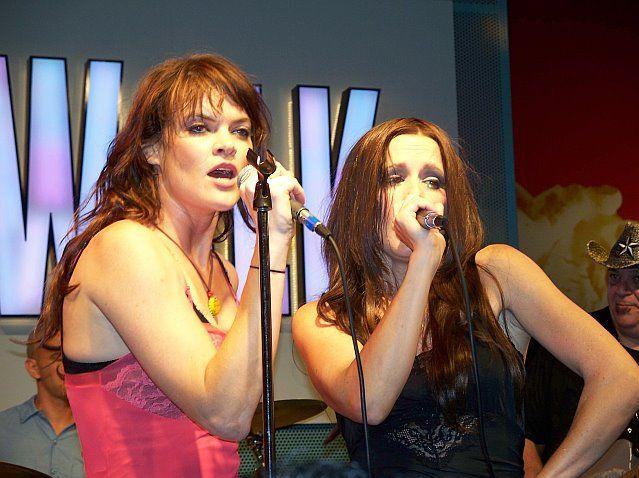
Smith (à direita) com Missi Pyle (à esquerda), apresentando-se como Smith & Pyle em 2008

Em 2006, Smith fez uma aparição no trailer do curta-metragem Repo! The Genetic Opera, dirigido por Bousman. O trailer foi filmado após a conclusão de Saw III para tentar lançar a ideia aos produtores do filme. Em 2007, ela fez parte de um grupo de música country rock com a atriz Missi Pyle chamado Smith &amp; Pyle . Seu primeiro álbum, It's OK to Be Happy, foi lançado digitalmente pelo iTunes e Amazon.com em 2008.
Em 2008, Smith interpretou a detetive Gina Harcourt em 30 Days of Night: Dust to Dust, série original da FEARnet, além de ser creditada como produtora executiva. Estreou em 17 de julho com seis webisódios. Smith foi a apresentadora e uma das três mentoras do reality show Scream Queens, que foi ao ar de outubro de 2008 a dezembro de 2008 na VH1. Smith não retornou para a segunda temporada devido a conflitos de agenda e foi substituída por Jaime King .